# تاتيانا علي
تاتيانا علي (بالإنجليزية: Tatyana Ali)‏ مواليد 24 يناير 1979 في نيويورك، هي ممثلة أمريكية بدأت مسيرتها الفنية عام 1985.

## الأعمال

### أفلام
- شارع السمسم
- أمير بيل إير الحيوي

## روابط خارجية
- تاتيانا علي على موقع IMDb (الإنجليزية)
- تاتيانا علي على موقع ميتاكريتيك (الإنجليزية)
- تاتيانا علي على موقع روتن توميتوز (الإنجليزية)
- تاتيانا علي على موقع ألو سيني (الفرنسية)
- تاتيانا علي على موقع ميوزك برينز (الإنجليزية)
- تاتيانا علي على موقع أول موفي (الإنجليزية)
- تاتيانا علي على موقع قاعدة بيانات برودواي على الإنترنت (الإنجليزية)
- تاتيانا علي على موقع قاعدة بيانات الأفلام السويدية (السويدية)
- تاتيانا علي على موقع إن إن دي بي (الإنجليزية)
- تاتيانا علي على موقع أول ميوزيك (الإنجليزية)